# Amir Dayan
Amir Dayan (Hebreeuws: אמיר דיין) (Tel Aviv, 15 augustus 1974) is een Israëlische zakenman en belegger die zich heeft gespecialiseerd in commercieel onroerend goed. Sinds 2005 is hij actief op het gebied van Europees onroerend goed en hotels, hoofdzakelijk in Duitsland, Groot-Brittannië en Nederland. Amir Dayan is aandeelhouder in tal van private en publieke aandelen en fondsen op het gebied van onroerend goed.

## Gezinssituatie
Amir Dayan heeft acht broers en drie zussen. De 12 kinderen groeiden samen met hun ouders op in een eenkamerappartement in het district Hativkain Tel Aviv. Het gezin groeide uit tot een van de meest invloedrijke en succesvolle ondernemersfamilies in Israël,  wereldwijd actief op het gebied van onroerend goed, hotels, ontwikkeling en bouw, autoleasing en andere sectoren.
De familie Dayan is wereldwijd succesvol op het gebied van onroerend goed, zo zijn ze onder meer eigenaar van 50 hotels in Europa en enkele hotels in Israël en bezitten ze enkele franchise-rechten van Crowne Plaza hotels en Holiday Inn hotels van de IHG Group.

## Bedrijfsstructuur en bedrijven
Amir Dayan is de hoofdaandeelhouder van Ouram Holding S.à.r.l., wat het merendeel van de aandelen van TLG Immobilien AG, een SDAX-bedrijf op het gebied van bedrijfspanden, in zijn bezit heeft. Op 18 november 2019 kondigde Aroundtown SA een fusie met TLG Immobilien AG aan.
De waarde van Aroundtown wordt op de beurs gehandeld voor bijna 11 miljard euro en TLG heeft een beurswaarde van meer dan 3 miljard euro. In februari 2020 is de fusie afgerond waardoor een bedrijf is ontstaan dat aan de beurs van Frankfurt wordt gehandeld en een beurswaarde van 14 miljard euro heeft.
Door de fusie behoort het bedrijf tot de top 3 genoteerde vastgoed-bedrijven in Europa, na Unibail-Rodamco-Westfield en Vonovia.

## Bedrijven en ondernemingsstructuur
Amir Dayan en de familie Dayan zijn begunstigde eigenaars van de bedrijven Ouram S.à.r.l., TLG Immobilien AG, Vivion S.a.r.l., Golden Capital en Africa-Israel Hotels.
Ouram S.à.r.l. is een holding met 29% aandelen aan TLG.
TLG Immobilien is een aan de SDAX genoteerd vastgoedbedrijf met een beurswaarde van 3,2 miljard euro en een BBB-beoordeling van S&P. TLG is in februari 2020 gefuseerd met Aroundtown SA.
Vivion Holding S.à.r.l. is een vastgoedbedrijf dat is gevestigd in Luxemburg. Zijn portfolio omvat hotels in Groot-Brittannië en kantoorpanden in Duitsland. De beurswaarde van activa in eigendom bedraagt meer dan 3 miljard euro. Vivion bezit meer dan 50 hotels in Europa, hoofdzakelijk namen zoals Hilton, Holiday-Inn en Crowne Plaza. Vivion heeft een BB+-beoordeling van S&P ontvangen en heeft in 2019 1 miljard euro aan obligaties uitgegeven op de Europese kapitaalmarkt. De investeringsbanken JP Morgan, Goldman Sachs en Citibank namen de uitgifte voor hun taak.

## Golden Capital
Vivion bezit tevens het meerderheidsbelang in Golden Capital dat hoofdzakelijk kantoorgebouwen bezit in Duitsland en Nederland met een waarde van meer dan 2 miljard euro. De primaire partners van Vivion bij Golden Capital zijn het Canadees pensioenfonds Ivanhoe Cambridge en de Israëlisch fondsen: Harel Insurtance, Phoenix Insurtance, Psagot Investment House en Bank Hapoalim.
1. ↑  הכל התחיל בדירת חדר וחצי: כך נהפכו 12 אחים ואחיות ישראלים ממשפחה קשת יום - למיליארדרים. TheMarker. Gearchiveerd op 9 december 2019. Geraadpleegd op 24 februari 2020.
2. 1 2  (en) Africa-Israel Hotel Chain. Africa Israel Hotels. Geraadpleegd op 3 januari 2022.
3. ↑  (he) Africa Israel Hotels buys old Jaffa customs house. en.globes.co.il (2 september 2019). Gearchiveerd op 20 februari 2020. Geraadpleegd op 24 februari 2020.
4. ↑  (de) Aroundtown und TLG: Milliardenfusion auf dem Immobilienmarkt steht bevor. ZEIT ONLINE. Gearchiveerd op 20 november 2019. Geraadpleegd op 24 februari 2020.
5. ↑  Immobilien: Aroundtown SA und TLG Immobilien wollen fusionieren. manager magazin. Gearchiveerd op 20 februari 2020. Geraadpleegd op 24 februari 2020.
6. ↑  (en) Charles Kingston, TLG Immobilien buys stake in Aroundtown, mulling full merger. REFIRE (16 september 2019). Geraadpleegd op 24 februari 2020.
7. ↑  finanzen net GmbH, DGAP-News: ADO Properties S.A.: Moshe Lahmani to resign from his board position, Co-optation of Moshe Dayan and Dr. Sebastian-Dominik Jais | Markets Insider. markets.businessinsider.com. Businessinsider (02/24/2020). Gearchiveerd op 20 februari 2020. Geraadpleegd op 24 februari 2020.
8. ↑  (en) Amir Dayan. Africa Israel Hotels. Geraadpleegd op 2 januari 2022.
9. ↑  (de) template. www.tlg.de. Gearchiveerd op 19 december 2019. Geraadpleegd op 24 februari 2020.
10. ↑  Ouram Holding erwirbt TLG. www.immobilienmanager.de. Gearchiveerd op 20 februari 2020. Geraadpleegd op 24 februari 2020.
11. ↑  (de) AROUNDTOWN AKTIE | Realtime-Kurs | Dividende | Nachrichten | A2DW8Z. boerse.de. Gearchiveerd op 20 februari 2020. Geraadpleegd op 24 februari 2020.
12. ↑  Euro Savills. Gearchiveerd op 20 februari 2020. Geraadpleegd op 02/24/2020.
13. ↑  (he) Harel buys 15% of Dayan family's Golden Capital. en.globes.co.il (21 mei 2018). Gearchiveerd op 20 februari 2020. Geraadpleegd op 24 februari 2020.
14. ↑  ["Harel buys 15% of Dayan family's Golden Capital". en.globes.co.il (in Hebrew). Golden Capital]. Geraadpleegd op 02/24/2020.
15. ↑  (de) Immobilien Zeitung. www.immobilien-zeitung.de. Gearchiveerd op 21 februari 2020. Geraadpleegd op 24 februari 2020.